# Електроізоляція

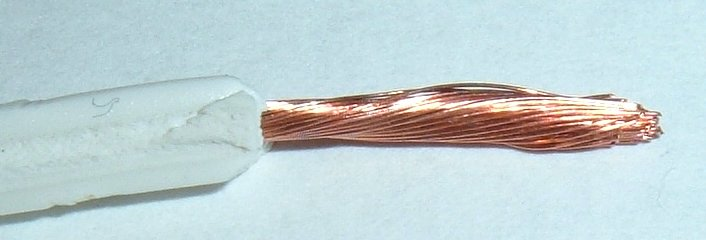
Мідний дріт з поліетиленовою ізоляцією

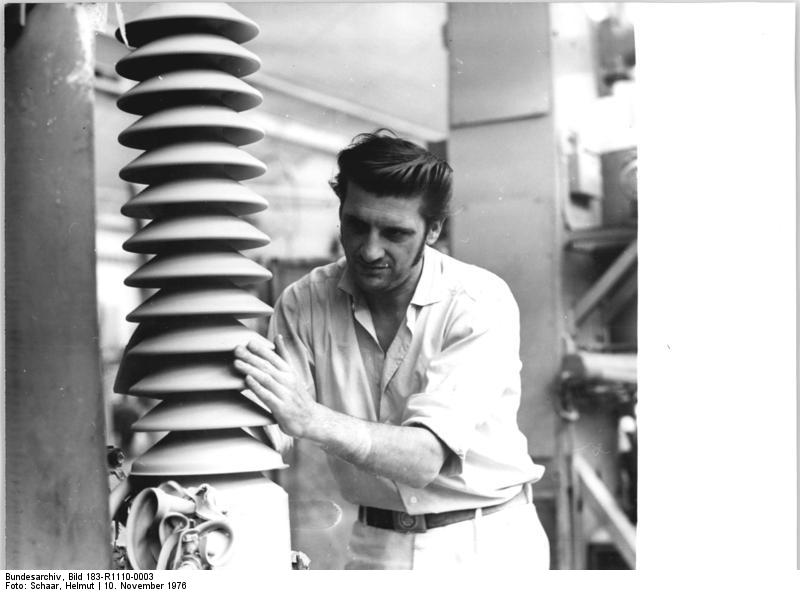
Високовольтний керамічний ізолятор

Електроізоля́ція, електри́чна ізоля́ція чи просто ізоляція — властивість діелектрика перешкоджати проходженню електричних зарядів. У побуті ізоляцією також називають і сам шар діелектрика навколо провідника (наприклад, полімерне покриття електричних дротів).
Для ізоляції використовуються матеріали з діелектричними властивостями: скло, кераміка, численні полімери. Також існує повітряна ізоляція, в якій роль ізолятора виконує повітря, а конструктивні елементи закріплюють просторове розташування ізольованих провідників так, щоби забезпечувати необхідні повітряні проміжки. Опір ізоляції повинен бути не менше 0,5 МОм.
Розміри ізоляційної будови, визначаються робочою напругою пристрою та довготривалою міцністю ізоляції за заданого строку служби.

## Призначення
Електрична ізоляція призначена для запобігання утворенню електричного контакту між частинами електротехнічної установки, що знаходяться під різними електричними потенціалами.

## Види ізоляції
- робоча — електрична ізоляція струмопровідних частин електроустановки, що забезпечує її нормальну роботу і захист від ураження електричним струмом;
- додаткова — електрична ізоляція, передбачена додатково до робочої ізоляції для захисту від ураження електричним струмом у разі пошкодження робочої ізоляції;
- подвійна — ізоляція, яка складається з робочої та додаткової ізоляції;
- посилена — поліпшена робоча ізоляція, яка забезпечує захист від ураження електричним струмом не менше ніж подвійна ізоляція.

## Характеристики
Електрична ізоляція визначається:
- електричною міцністю,

Знак "Подвійна ізоляція"

- об'ємним і поверхневим електричними опорами,
- діелектричними втратами,
- короностійкістю,
- нагріво- і морозостійкістю,
- механічною міцністю.

Вибір діелектриків для ізоляції залежить від умов її застосування.

## Експлуатація
Під час експлуатації заради забезпечення надійної та тривалої роботи ізоляції здійснюють попереджувальні заходи. Треба усунути механічні пошкодження, зволоження, хімічний вплив, запилення. Але навіть, за нормальних умов, ізоляція постійно втрачає свої початкові властивості, старіє. З плином часу виникають місцеві дефекти, через що опір ізоляції починає різко знижуватись, а струм втрат — зростати. У місці пошкодження з'являються часткові розряди, ізоляція вигорає. Відбувається так званий пробій ізоляції, внаслідок чого виникає коротке замикання, котре може призвести до пожежі або до ураження струмом. Задля запобігання цього здійснюється періодичний і безперервний контроль ізоляції. Періодичний контроль ізоляції передбачає вимірювання активного опору ізоляції у встановлені правилами терміни (1 раз на 3 роки), а також у разі виявлення дефектів. Вимірювання опору ізоляції здійснюється на вимкненій електроустановці за допомогою мегомметра.